# Arroyo Seco (község)
Arroyo Seco (nevének jelentése: száraz patak) község Mexikó Querétaro államának északi részén. 2010-ben lakossága kb. 13 000 fő volt, ebből mintegy 1500-an laktak a községközpontban, Arroyo Secóban, a többi 11 500 lakos a község területén található 87 kisebb-nagyobb településen élt.

## Fekvése
A község teljes területe a Keleti-Sierra Madre hegységhez, azon belül is a Vaszték-karszthoz tartozik. A folyóvölgyekkel szabdalt, változatos felszínű terület tengerszint feletti magassága 400 és 2600 m között változik. Legfőbb útvonala a rajta északnyugat–délkeleti irányban végighúzódó völgyben fut, a Santa María folyó mentén. A községközpont is ezen út mentén, a község északi szélén helyezkedik el. Más jelentősebb állandó vízfolyásai a Jalpan, az Ayutla és a Las Lumbreras, időszakos patakjai az Atarjea és a La Rosa. A mezőgazdaság a területnek kb. 18%-át hasznosítja (kétharmad–egyharmad arányban a növénytermesztés és a legeltetés), a fennmaradó rész legnagyobb részét, a teljes terület mintegy 80%-át erdő és vadon teszik ki.

## Élővilág
A terület élővilága igen változatos, fajokban gazdag. Az erdőségek legnagyobb részét magyaltölgy, különböző fenyők, mexikói ciprus, nyugati szamócafa, Buddleia cordata, nogalillo és azték jegenyefenyő alkotja, de számos más trópusi fa is előfordul, valamint több kaktusz is, például fügekaktuszok. Az alacsonyabb fekvésű részek bővelkednek a Cedrela odorata, az Enterolobium cyclocarpum és a Montezuma-ciprus nevű fákban. Számos gyümölcs terem errefelé: mangó, narancs, citrom, banán, guava, avokádó és papaja, valamint termesztenek kukoricát, babot, csilipaprikát, paradicsomot, görögdinnyét, tököt, pitaját, a Handroanthus serratifoliust és guayacánt is.
Állatvilágából kiemelendőek a különféle galambok, tyúkfélék, fürjek, sasok, karvalyok, baglyok, gyalogkakukkok, kacsák, ludak és énekesmadarak, valamint mókusok, nyulak, övesállatok, fehérfarkú szarvasok, rókák, prérifarkasok, vaddisznók, pumák, vörös hiúzok, amerikai borzok, mosómedvék, bűzösborzfélék és oposszumok.

## Népesség
A község lakóinak száma a közelmúltban hullámzott: hol csökkent, hol növekedett. A változásokat szemlélteti az alábbi táblázat:
| Év   | Lakosság |
| ---- | -------- |
| 1990 | 13 112   |
| 1995 | 13 203   |
| 2000 | 12 667   |
| 2005 | 12 493   |
| 2010 | 12 910   |

## Települései
A községben 2010-ben 88 lakott helyet tartottak nyilván, de nagy részük igen kicsi: 35 településen 20-nál is kevesebben éltek. A jelentősebb helységek:
| Település                   | Lakosság (2010) |
| --------------------------- | --------------- |
| Purísima de Arista          | 2304            |
| Arroyo Seco (községközpont) | 1425            |
| Concá                       | 1213            |
| La Tinaja                   | 498             |
| El Refugio                  | 479             |
| Ayutla                      | 423             |
| Santa María de los Cocos    | 415             |
| El Crucero del Sabinito     | 401             |
| La Florida                  | 342             |
| El Quirino                  | 324             |
| Mesa de Palo Blanco         | 310             |
| Río del Carrizal            | 280             |
| San Juan Buenaventura       | 277             |
| El Aguacate                 | 273             |
| Las Trancas                 | 238             |
| El Trapiche                 | 225             |
| La Lagunita                 | 223             |
| El Salitrillo               | 221             |
| El Tepozán                  | 211             |